# Вербицький Микола Андрійович
Микола Андрійович Вербицький-Антіох (1 лютого 1843, Чернігів — 27 листопада 1909, там само) — український письменник, громадський діяч, журналіст, педагог.

## Життєпис
Народився у Чернігові у дворянській родині. Батько був секретарем губернської управи. Мати походила з відомого князівського роду Голіциних. Його дядько по матері — Сергій Павлович Голіцин — в 1862—1870 роках був Чернігівським генерал-губернатором.

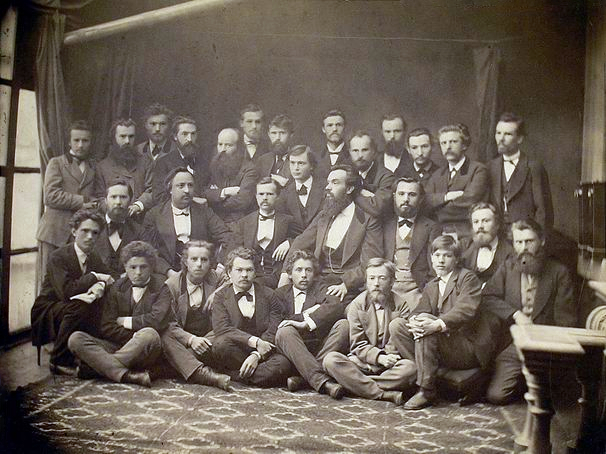
Київська «стара» громада разом зі студентською, 1874 р. Зліва направо: перший ряд: невідомо, Комарецький, невідомий представник студентської громади, Олександр Русів (скарбник), Іродіон Житецький, Волянський, Трохим Біленький, Михайло Левченко;
другий ряд: Микола Лисенко, Павло Чубинський, Іван Нечуй-Левицький, Михайло Старицький, Орест Левицький (делегат студентів при старій громаді), Діаконенко;
третій ряд: Фаворський, Михайло Драгоманів, Петро Косач (?), Білоусів, Микола Ковалевський, Пащенко, Хведір Вовк, Володимир Антонович, Микола Вербицький, Вільям Беренштам, невідомо, невідомо, Павло Житецький, невідомо.

Навчався в Київському університеті, звідки був виключений за участь у громадському русі. Продовжив навчання в Петербурзькому університеті, з якого також був виключений. У 1864 році закінчив Київський університет. Був активним членом Київської громади, брав участь у виданні її сатиричного журналу «Помийниця». Як «неблагонадійний» був висланий з України, вчителював у гімназіях Рязані та Орла. Через 30 років повернувся в Україну, був учителем у гімназіях Полтави та Чернігова.
Перші поетичні твори опублікував у журналі «Основа» (1862), пізніше друкувався в журналах «Літературно-науковий вісник», «Правда», «Зоря», газетах «Черниговские губернские ведомости», «Черниговский листок», «Киевский телеграф», альманахах «Розвага», «З потоку життя» тощо. Ранні вірші («Невольник», «Веселий час», «Веснянка» позначені волелюбним, оптимістичним настроєм. У пізньому циклі «Carmina secuntutis» («Пісні старості») домінують мотиви романсової лірики. Писав також російськомовні оповідання та нариси з мисливського життя.

## Родина
Микола Вербицький — дід українського поета доби Розстріляного відродження Марка Вороного та тесть поета Миколи Вороного, також знищеного комуністами.
21 лютого 2023 р. міська рада перейменувала вулицю Зої Космодем'янської в Чернігові на вулицю Вербицьких на честь Михайла Вербицького та Миколи Вербицького-Антіоха.